# 5-溴-1-甲基咪唑
5-溴-1-甲基咪唑是一种有机化合物，化学式为C4H5BrN2。它可由4(5)-溴咪唑和碘甲烷在二甲基甲酰胺中反应制得，或由1-甲基咪唑和2,4,4,6-四溴-2,5-环己二烯酮反应得到。它和4-氰基苯硼酸在催化下反应，可以得到4-(1-甲基咪唑-5-基)苯甲腈。